# Puharji
Puharji (znanstveno ime Tulostoma) so rod gliv iz družine kukmark (Agaricaceae).

## Seznam puharjev Slovenije[2]
- zimski puhar (Tulostoma brumale)
- resasti puhar (Tulostoma fimbriatum)
- luskati puhar (Tulostoma squamosum)
- ajdovski puhar (Tulostoma winterhoffii)